# جائزة إيطاليا الكبرى 1971
جائزة إيطاليا الكبرى 1971 هو سباق فورمولا 1 أقيم بتاريخ 5 سبتمبر 1971 في حلبة مونزا، إيطاليا. كان التاسع من أصل 11 في بطولة العالم لسباقات الفورمولا واحد موسم 1971. حلّ البريطاني بيتر جثين أولا.